# Nicolas Astrinidis
Nicolas Astrinidis (født 6. maj 1921 i Bessarabien, Rumænien, død 10. december 2010 i Thessaloniki, Grækenland) var en rumænsk-født/græsk komponist, pianist, dirigent og lærer.
Astrinidis studerede klaver og teori på Musikkonservatoriet i Bukarest og senere komposition på Schola Cantorum i Paris. Han blev herefter omrejsende koncertpianist i (1950´erne) og (1960´erne). Han har skrevet en symfoni, orkesterværker, kammermusik, koncertmusik, klaverstykker etc. Astrinidis underviste som lærer i klaver og komposition på Musikkonservatoriet i Martinique (1959-1962). Han blev dirigent for det Filharmoniske Orkester i Thessaloniki (1965-1985).

## Udvalgte værker
- Symfoni "1821" - (1971) for orkester
- Koncert variationer (1952-1955) - for klaver og orkester
- Koncert-rapsodi (1979) - for violin og orkester
- Guitarkoncert (2007) - for guitar og orkester